# Wrightsville Beach
Wrightsville Beach é uma cidade  localizada no estado norte-americano de Carolina do Norte, no Condado de New Hanover.

## Demografia
Segundo o censo norte-americano de 2000, a sua população era de 2 593 habitantes. Em 2006, foi estimada uma população de 2 577, um decréscimo de 16 (-0,6%).

## Geografia
De acordo com o United States Census Bureau tem uma área de 6,3 km², dos quais 3,5 km² cobertos por terra e 2,8 km² cobertos por água. Wrightsville Beach localiza-se a aproximadamente 6 m acima do nível do mar.

## Localidades na vizinhança
O diagrama seguinte representa as localidades num raio de 12 km ao redor de Wrightsville Beach.